# Mathilde Bonnefoy
Mathilde Bonnefoy (París, 11 de marzo de 1972) es una editora y directora de cine francesa. Fue nominada a un premio Eddie por el montaje de la película Corre, Lola, corre (1998) y ganó el premio por la edición del documental Citizenfour (2014). Ella y su marido Dirk Wilutzky además actuaron como coproductores de Citizenfour, y junto con la directora Laura Poitras recibieron el premio Óscar en la categoría de mejor largometraje documental.

## Biografía
Bonnefoy nació en París, y es la hija del poeta francés Yves Bonnefoy y de Lucy Vines, una estadounidense; ella tiene la doble nacionalidad en Francia y Estados Unidos. De 1990 a 1991 estudió filosofía en la Sorbona, pero abandonó sus estudios para ir a Berlín. En 1995 ella estaba trabajando como ayudante de montaje, y en 1997 fue elegida como la "asistente Avid" para la película alemana Das Leben ist eine Baustelle (dirigida por Wolfgang Becker).
Das Leben ist eine Baustelle fue una de las primeras películas producidas por la compañía de cine X Filme GmbH, que fue creada por Becker y Tom Tykwer (entre otros). Tykwer, que fue el guionista de Das Leben ..., reclutó a Bonnefoy como editora de Run Lola Run (1998), que él dirigía. Esta película disfrutó de éxito de crítica y taquilla internacional. Obtuvo Bonnefoy una Deutscher Filmpreis (los premios de la Academia de Alemania) para la edición, así como la nominación a ACE Eddie.
Desde Run Lola Run, Bonnefoy ha editado varias películas más con Tykwer y con el director Wim Wenders. Su edición de la película de Tykwer Three (2010) le valió una segunda Deutscher Filmpreis. En los últimos años también ha dirigido y editado películas para la televisión alemana. Editó y coprodujo el documental Citizenfour en 2014, que le valió el Cinema Eye Honors por logros sobresalientes en la edición y el premio ACE Eddie por documental mejor editado, además de compartir el premio a Mejor Documental del Óscar por Citizenfour con su papel como coproductora.

## Filmografía
Esta filmografía de créditos de edición se basa en el listado en la Internet Movie Database; el director de cada película se indica entre paréntesis.
- 1998: Run Lola Run (Tom Tykwer)
- 2000: The Princess and the Warrior (Tom Tykwer)
- 2002: Heaven (Tom Tykwer)
- 2002: Twelve Miles to Trona (episodio de la película Ten Minutes Older: The Trumpet) (Wim Wenders)
- 2003: The Soul of a Man (Wim Wenders)
- 2004: True (short - Tom Tykwer)
- 2006: The Favor (Eva S. Aridjis)
- 2008: Solstice (Daniel Myrick)
- 2009: The International (Tom Tykwer)
- 2010: Orly (Angela Shanelec)
- 2010: Three (Tom Tykwer)
- 2014: Citizenfour (Laura Poitras); Bonnefoy fue también productora de esta película documental.

## Premios y distinciones
Premios Óscar
| Año  | Categoría              | Película    | Resultado |
| ---- | ---------------------- | ----------- | --------- |
| 2015 | Mejor documental largo | Citizenfour | Ganadora  |

## Para leer más
- Macaulay, Scott (14 de octubre de 2014). «Positive Trauma: Editor Mathilde Bonnefoy on CITIZENFOUR». Filmmaker. En esta entrevista, Bonnefoy describe cómo fue elegida por Laura Poitras para editar y coproducir Citizenfour (2014). El montaje de esta película se hizo en Alemania para evitar la posibilidad de la intromisión del gobierno si se hacía en EE. UU. Además, el montaje se hizo con un extraordinario grado de seguridad electrónica.
- Dunks, Glenn (6 de diciembre de 2014). «Team FYC: Citizenfour for Editing». The Film Experience. «It's a work of art to see Bonnefoy and Poitras so expertly know when to show us glimpses of Snowden's rapidly claustrophobic world (the hair gel sequence!) and when to pull back and reveal the bigger picture». Un argumento de que el montaje de Citizenfour fue merecedor del reconocimiento de los votantes de los Óscar, además de los premios y nominaciones a Mejor Película Documental. Este artículo señala que los documentales rara vez son nominados aparte al Óscar al Mejor Montaje. La nominación más reciente fue Hoop Dreams (1994). Woodstock (1970) fue la siguiente nominación más reciente.

- Datos: Q293078